# Bailey's Prairie
Bailey's Prairie è un centro abitato degli Stati Uniti d'America, situato nella contea di Brazoria dello Stato del Texas.
Il villaggio è stato fondato nel 1818 dal pioniere James Britton Bailey (1779–1832).

## Società

### Evoluzione demografica
Secondo il censimento del 2000, c'erano 694 persone, 237 nuclei familiari, e 201 famiglie residenti nella città. La densità di popolazione era di 92,4 persone per miglio quadrato (35,7/km²). C'erano 244 unità abitative a una densità media di 32,5 per miglio quadrato (12,5/km²). La composizione etnica della città era formata dall'80,84% di bianchi, il 14,12% di afroamericani, lo 0,86% di nativi americani, lo 0,14% di asiatici, lo 0,43% di isolani del Pacifico, il 2,02% di altre etnie, e l'1.59% di due o più etnie. Gli ispanici o latinos di qualunque razza erano il 10,09% della popolazione.
C'erano 237 nuclei familiari di cui il 35,4% avevano figli di età inferiore ai 18 anni, il 77,6% erano coppie sposate conviventi, il 6,3% aveva un capofamiglia femmina senza marito, e il 14,8% erano non-famiglie. Il 13,1% di tutti i nuclei familiari erano individuali e il 4,6% aveva componenti con un'età di 65 anni o più che vivevano da soli. Il numero di componenti medio di un nucleo familiare era di 2,93 e quello di una famiglia era di 3,18.
La popolazione era composta dal 26,4% di persone sotto i 18 anni, il 7,8% di persone dai 18 ai 24 anni, il 24,4% di persone dai 25 ai 44 anni, il 33,9% di persone dai 45 ai 64 anni, e il 7,6% di persone di 65 anni o più. L'età media era di 40 anni. Per ogni 100 femmine c'erano 104,1 maschi. Per ogni 100 femmine dai 18 anni in giù, c'erano 98,8 maschi.
Il reddito medio di un nucleo familiare era di 73.125 dollari, e quello di una famiglia era di 90.648 dollari. I maschi avevano un reddito medio pro capite di 47.083 dollari contro i 29.609 dollari delle femmine. Il reddito medio pro capite totale era di 32.267 dollari. Circa l'1.9% delle famiglie e il 4,3% della popolazione erano sotto la soglia di povertà, incluso il 2,6% di persone sotto i 18 anni e il 4,9% di persone di 65 anni o più.